# Referendum in Estland Juni 1933

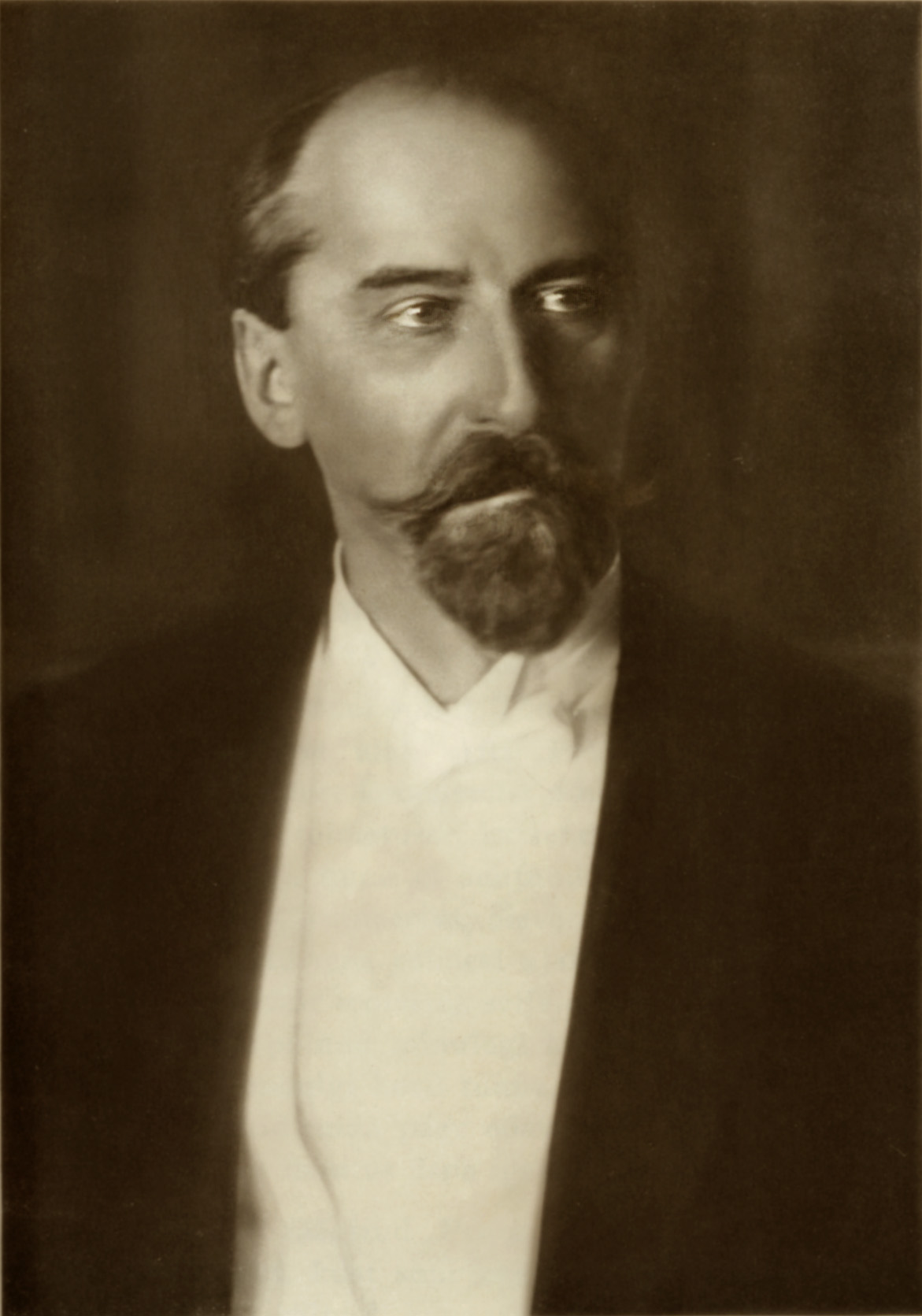
Staats- und Regierungschef Jaan Tõnisson, der im Juni 1933 mit seinem Verfassungsreferendum scheiterte (Aufnahme von 1928)

Im Jahr 1933 fanden in Estland zwei Volksabstimmungen über eine grundlegende Verfassungsreform statt. Sie waren eine Reaktion auf das gescheiterte Verfassungsreferendum des Jahres 1932. Die erste Volksabstimmung 1933 fand vom 10. bis zum 12. Juni statt. Mit einer Zweidrittelmehrheit lehnte das Volk die vom Parlament (Riigikogu) vorgeschlagene Verfassungsreform ab.

## Hintergrund
Das parlamentarische System Estlands seit Anfang der 1920er Jahre war geprägt von einem stark zersplitterten Parteiensystem, häufig wechselnden Regierungen und einer fehlenden politischen Kompromisskultur.
Die Weltwirtschaftskrise verschärfte ab Ende 1929 die wirtschaftliche Lage auch in Estland dramatisch. Gleichzeitig erstarkte die rechtsextreme, außerparlamentarische Bewegung, die im „Zentralbunds der estnischen Freiheitskämpfer“, der sogenannten Vapsid-Bewegung, immer mehr Zulauf fand.
Am 22./23. März 1932 nahm der Riigikogu eine erste tiefgreifende Reform der estnischen Verfassung von 1920 an. Sie sollte durch die Einführung eines semi-präsidentiellen Regierungssystems für mehr Stabilität sorgen.
Die Reform sah vor allem die Schaffung eines Amts des Staatspräsidenten vor. Er oder sie sollte ein Vetorecht gegen Gesetze des Riigikogu besitzen, Notverordnungen erlassen dürfen und die Befugnis zur vorzeitigen Auflösung des Parlaments haben. Außerdem sah der Verfassungsentwurf eine Verkleinerung des Parlaments von 100 auf 80 Abgeordnete und eine Verlängerung der Legislaturperiode von drei auf vier Jahre vor.
Die vom Parlament angenommene Reform scheiterte mit äußerst knapper Mehrheit in einer Volksabstimmung Mitte August 1932.

## Erneuter Versuch einer Verfassungsänderung
Das im Mai 1932 gewählte Parlament unternahm nach dem ersten gescheiterten Verfassungsreferendum vom August 1932 im folgenden Jahr einen weiteren Versuch, die Verfassung zu reformieren.
Gleichzeitig formierten sich die Gegner der demokratischen Republik in der Vapsid-Bewegung immer stärker. Sie forderten am 10. November 1932 eine neue, autoritäre Verfassung für das Land. Die Forderungen der Vapsid sahen eine Verkleinerung des Parlaments von 100 auf 50 Abgeordnete vor. Das bisherige Verhältniswahlrecht sollte durch das Mehrheitswahlrecht ersetzt werden. Vor allem forderten die Vapsid einen starken Staatspräsidenten als Staatsführer mit weitreichenden Befugnissen.
Am 22. November 1932 bildete der Riigikogu einen neuen Ausschuss für eine Verfassungsrevision. Einen Tag später legte die Nationale Zentrumspartei (Rahvuslik Keskerakond) ihren neuen Gesetzesentwurf für ein neues Grundgesetz vor. Der abgeänderte Verfassungsvorschlag sah die Schaffung des Amts eines Staatspräsidenten vor. Ihm sollte bei Gesetzen ein Vetorecht zustehen. Zu seinen Vollmachten gehörten auch die Auflösung des Parlaments und ein begrenztes Recht, Verordnungen zu erlassen. Seine Amtszeit sollte fünf Jahre betragen. Der Entwurf wurde am 14. Februar 1933 vom Parlament angenommen. Gleichzeitig lehnte der Riigikogu den Verfassungsentwurf der Vapsid ab.
Der Gesetzentwurf des Riigikogu wurde dem Volk in einem Referendum zur Abstimmung gestellt, das vom 10. bis 12. Juni 1933 stattfand. Im Gegensatz zur Volksabstimmung von 1932 bestand dieses Mal keine Wahlpflicht. Der Gesetzesentwurf des Parlaments wurde mit 67,3 Prozent der abgegebenen gültigen Stimmen vom Volk deutlich abgelehnt.

## Ergebnis
|                              | Stimmen | %     |
| ---------------------------- | ------- | ----- |
| Abstimmungsberechtigt        | 749.961 | 100   |
| Abgegebene Stimmen           | 198.410 | 66,47 |
| Dafür                        | 161.595 | 32,67 |
| Dagegen                      | 333.107 | 67,33 |
| Ungültig                     | 3.438   | –     |
| Quelle: Nohlen/Stöver (2010) |         |       |

## Folgen
Das erneute Scheitern der vom Parlament beschlossenen Reformpläne verschärfte die akute politische Krise weiter. Die demokratischen Parteien waren sich in der Frage uneinig, wie sie mit der Vapsid-Bewegung und ihren Ideen für eine tiefgreifende Umgestaltung des politischen Systems umgehen sollten. Immer stärker wurden die Stimmen laut, auch den Vorschlag der Vapsid in einem Referendum dem Volk zu Abstimmung vorzulegen.
Die estnische mitte-rechts Regierung unter Staats- und Regierungschef Jaan Tõnisson entschied sich zunächst für einen härteren Kurs. Mit zunehmender Agitation des „Zentralbunds der estnischen Freiheitskämpfer“ nach dem Referendum ging die Regierung immer stärker gegen die rechtsextreme außerparlamentarische Opposition vor. Am 11. August 1933 wurden alle Organisationen des Bunds verboten. Am selben Tag erließ die Regierung den nationalen Verteidigungszustand und führte die Vorzensur ein. Dies führte zu starken Protesten der gesamten estnischen Presse. Am 19. August 1933 beschlossen die estnischen Zeitungen einen Boykott der Regierung.
In dieser politisch aufgeheizten Atmosphäre erreichte der „Zentralbund der estnischen Freiheitskämpfer“, dass ein drittes Referendum über eine neue Verfassung stattfinden sollte. Dieses Mal sollte der Verfassungsentwurf des Bunds zur Abstimmung gestellt werden.
Die Initiative war erfolgreich. In einer Volksabstimmung, die vom 14. bis 16. Oktober 1933 stattfand, nahm das estnische Volk die neue estnische Verfassung an, die weitgehend auf den Entwürfen der Vapsid beruhte. Die Zustimmung lag bei 72,7 %.
Die neue Verfassung trat am 24. Januar 1934 in Kraft. Sie verschärfte die politische Krise weiter.